# Hertogdom Oldenburg

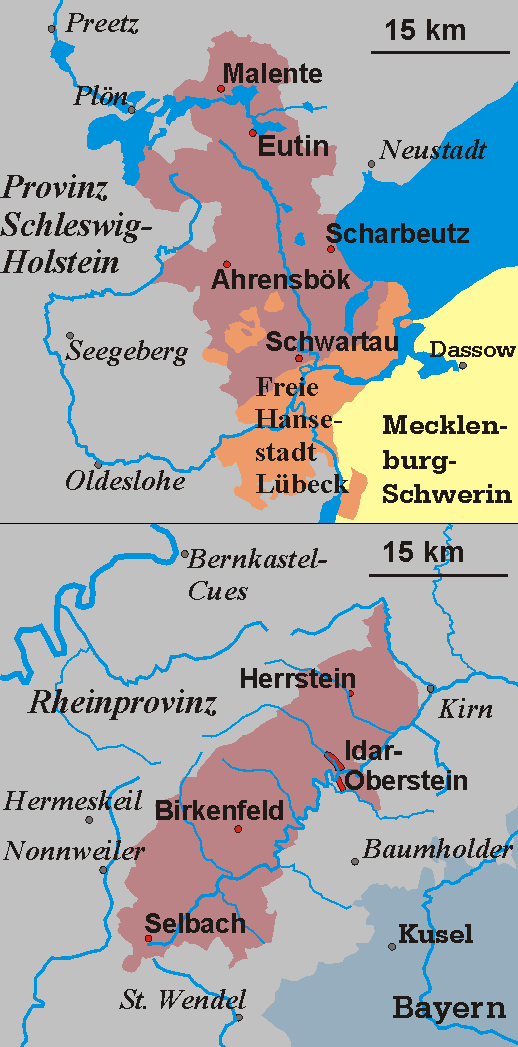
De exclaves Lübeck en Birkenfeld

Het hertogdom Oldenburg is een voormalig land in Noord-Duitsland dat is vernoemd naar de stad Oldenburg.

## Geschiedenis

### Het einde van het graafschap
Het einde van het graafschap begon toen er in  1667 een gemeenschappelijk bestuur van Denemarken en Holstein-Plön. De koning van Denemarken weet de invloed van de hertog van Holstein-Plön te marginaliseren. Holstein-Plön Gottorf stond zijn rechten in 1676 af in ruil voor het ambt Traventhal in Holstein. Na 1676 bestuurden Deense stadhouders de graafschappen. Van 1680 tot 1693 valt ook Varel onder Deens-Oldenburg. In 1693 wordt het Aldenburgse traktaat gesloten, waarin vastgelegd werd dat de heerlijkheid Varel onder het gezag valt van Oldenburg. Van 1711 tot 1733 was het graafschap Delmenhorst verpand aan het keurvorstendom Hannover. Omdat Oldenburg voor de Deense regering een onkostenpost was, werd besloten het met Peter III van Rusland te ruilen voor Holstein-Gottorf. Door deze ruil was geheel Holstein in handen van de koning van Denemarken en regeerden er geen hertogelijke linies meer.

### Hertogdom Oldenburg
Catharina II van Rusland schonk Oldenburg en Delmenhorst aan Frederik August van Oldenburg, een broer van koning Adolf Frederik van Zweden. Op 29 december 1774 werd het graafschap tot hertogdom verheven. Frederik August was sinds 1750 al (protestants) prins-bisschop van Lübeck, waar hij in Eutin resideerde.
Na de dood van Frederik August in 1785 werd hij opgevolgd door zijn zoon Willem, die niet regeringsbekwaam was. Als prins-bisschop van Lübeck werd hij opgevolgd door zijn neef Peter, wiens zoon August in 1829 groothertog van Oldenburg zou worden.
In de Reichsdeputationshauptschluss van 25 februari 1803 worden de volgende zaken geregeld:
- In artikel 3 werden de ambten Vechta en Cloppenburg van het voormalige prinsbisdom Münster aan de hertog van Oldenburg toegekend.
- In artikel 8 kreeg de hertog van Holstein-Oldenburg als schadeloosstelling voor de opheffing van de Elsflether tol, voor de afstand van een aantal dorpen aan de Vrije en Hanzestad Lübeck en voor het verlies van de bisschoppelijke rechten binnen de stad Lübeck: het bisdom Lübeck, het domkapittel van Lübeck, waardoort het Prinsbisdom Lübeck met de uitvoering van dit artikel geseculariseerd werd en als Vorstendom Lübeck bij Oldenburg gevoegd. , en het ambt Wildeshausen van het keurvorstendom Hannover. Verder worden hier opnieuw de ambten Vechta en Cloppenburg vermeld.

Op 14 oktober 1808 trad Oldenburg als laatste staat toe tot de Rijnbond. Op 10 december 1810 werd Oldenburg ingelijfd bij het keizerrijk Frankrijk. Alleen het vorstendom Lübeck bleef nog zelfstandig.
Het hertogdom werd in 1806 door Nederlandse en Franse troepen bezet.De Vrede van Tilsit kende Oldenburg in 1807 weer aan Willem toe en het land werd in 1808 lid van de Rijnbond. Op 10 december 1810 werd het echter door Napoleon Bonaparte bezet nadat Peter had geweigerd in te gaan op diens voorstel het te ruilen voor Erfurt.
Peter vluchtte naar zijn familie in Rusland en keerde na de val van Napoleon in 1813 terug. Het Congres van Wenen verhief Oldenburg in 1815 tot Groothertogdom en breidde het uit met onder andere het Vorstendom Birkenfeld. In 1818 stond tsaar Alexander I Jever af. Na Willems dood in 1823 werd Peter formeel staatshoofd, zonder echter de groothertogelijke titel te voeren. Hij stierf in 1829 en werd opgevolgd door zijn zoon Paul Frederik August die bij zijn aantreden in 1829 als eerste de titel van groothertog aannam.

## Vergelijkbare wapens

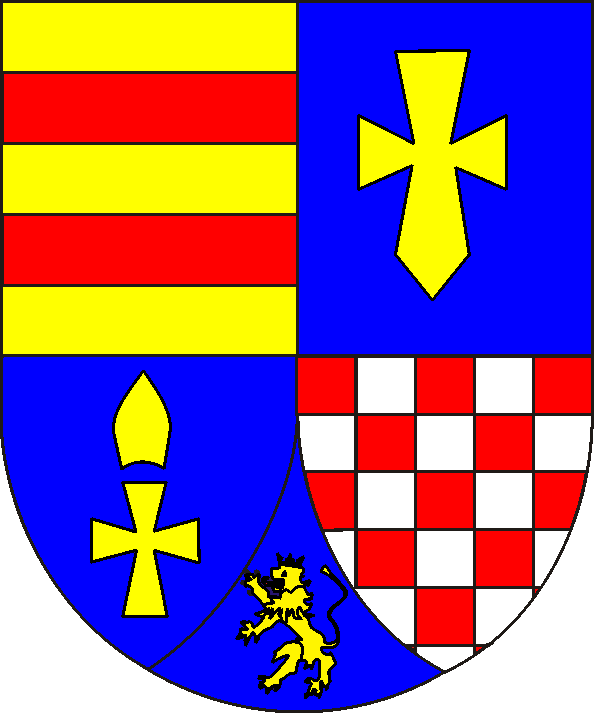
hertogdom Oldenburg (1829)
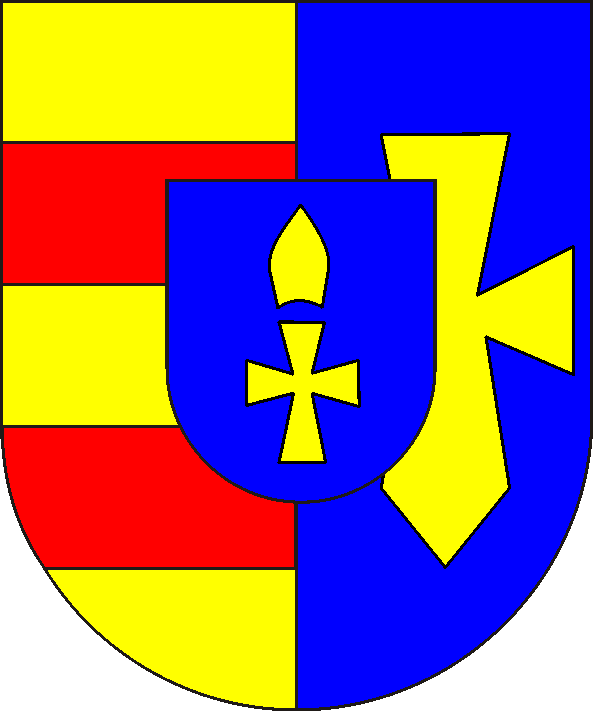
vorstendom Lübeck (1829)
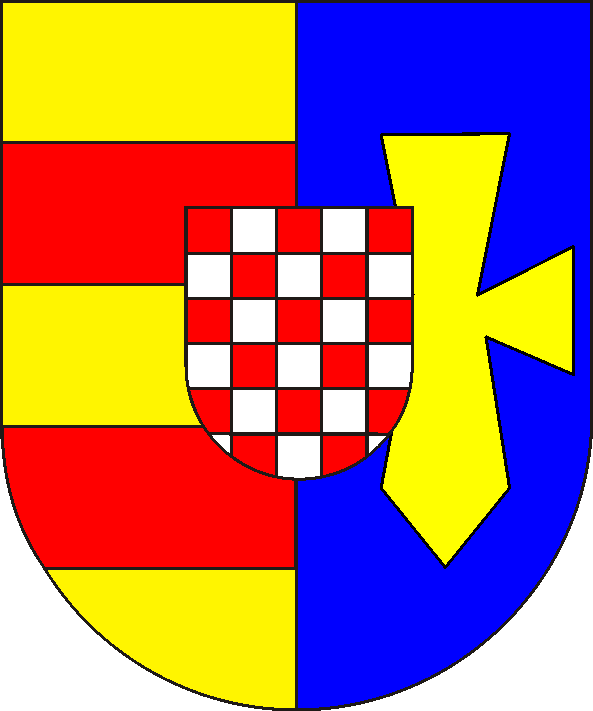
vorstendom Birkenfeld (1829)
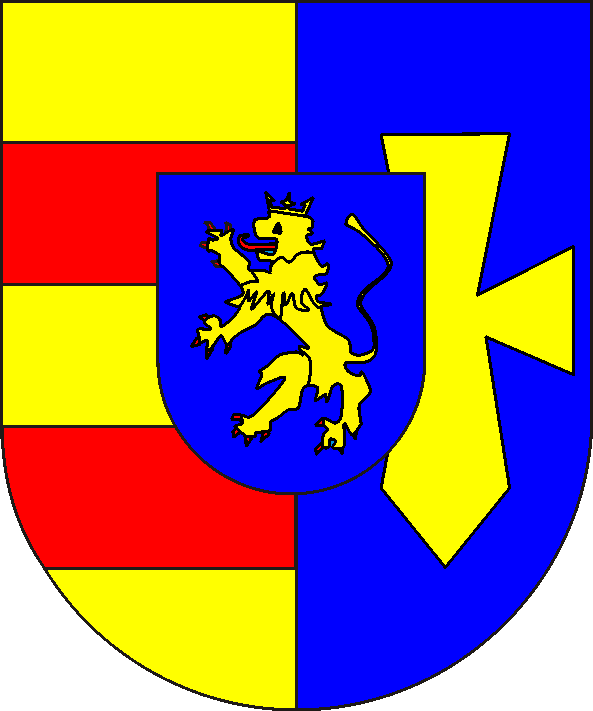
heerlijkheid Jever (1829)
Freistaat Oldenburg (1918-1945)

zie ook: wapen van Oldenburg

## Hertogen  van Oldenburg
- 1773-1785 Frederik August van Oldenburg (sinds 1774 hertog)
- 1785-1823 Peter Frederik Willem
- 1823-1829 Peter I Frederik Lodewijk

- Gemeinsame Normdatei: 4043465-5